# Papa Benedetto II
Benedetto II (Roma, 635 – Roma, 8 maggio 685) appartenente alla nobile casa dei Savelli, è stato l'81º papa della Chiesa cattolica dal 26 giugno 684 fino alla sua morte.

## Biografia
Poche e di scarso rilievo le notizie sul suo breve pontificato. Eletto nel 683, fu consacrato solo il 26 giugno 684, a causa del ritardo dell'approvazione da parte dell'imperatore Costantino IV il quale, rendendosi conto che la conferma dell'elezione pontificia si risolveva in un'inutile spesa e perdita di tempo, emanò un decreto che aboliva la conferma imperiale e la rendeva ottenibile dall'esarca di Ravenna, che già in altre occasioni era stato a ciò delegato. Ma ancora per una cinquantina d'anni l'approvazione continuò a giungere a Roma con mesi di ritardo.
I rapporti fra Benedetto e Costantino IV furono improntati a sentimenti di stima e di fratellanza, tanto che l'imperatore fece adottare i suoi due figli dal papa.
Benedetto morì a Roma l'8 maggio 685, e venne sepolto all'interno dell'antica basilica di San Pietro in Vaticano.

## Culto
Papa Benedetto II è venerato come santo dalla Chiesa cattolica e dalle Chiese ortodosse, e la sua memoria liturgica cade l'8 maggio.
Il Martirologio romano così lo ricorda: